# ホン・ギョンピョ
ホン・ギョンピョ（韓: 홍경표、1962年8月11日 - ）は、韓国の撮影監督。

## フィルモグラフィー

### 長編映画
- ユリョン（1999年、ミン・ビョンチョン監督）
- 反則王（2000年、キム・ジウン監督）
- イルマーレ（2000年、イ・ヒョンスン監督）
- 純愛譜（2000年、イ・ジェヨン監督）
- ガン&トークス（2001年、チャン・ジン監督）
- チャンピオン（2002年、クァク・キョンテク監督）
- 地球を守れ!（2003年、チャン・ジュナン監督）
- ブラザーフッド（2004年、カン・ジェギュ監督）
- タイフーン TYPHOON（2005年、クァク・キョンテク監督）
- M（2007年、イ・ミョンセ監督）
- 目には目、歯には歯（2008年、クァク・キョンテク監督）
- 母なる証明（2009年、ポン・ジュノ監督）
- 女優たち（2009年、イ・ジェヨン監督）
- 超能力者（2010年、キム・ミンソク監督）
- ただ君だけ（2011年、ソン・イルゴン監督）
- スノーピアサー（2013年、ポン・ジュノ監督）
- ブーメラン・ファミリー（2013年、ソン・ヘソン監督）
- 海にかかる霧（2014年、シム・ソンボ監督）
- 哭声/コクソン（2016年、ナ・ホンジン監督）
- プロミス ～氷上の女神たち～（2016年、キム・ジョンヒョン監督）
- バーニング 劇場版（2019年、イ・チャンドン監督）
- パラサイト 半地下の家族（2019年、ポン・ジュノ監督）
- ただ悪より救いたまえ（2020年、ホン・ウォンチャン監督）
- 流浪の月（2022年、李相日監督）
- ベイビー・ブローカー（2022年、是枝裕和監督）

## 受賞
- 2000年
  - 第8回 春史映画祭 新人撮影賞（『イルマーレ』）[2]
- 2004年
  - 第3回 大韓民国映画大賞 撮影賞（『ブラザーフッド』）[3]
  - 第25回 青龍映画賞 撮影賞（『ブラザーフッド』）[4]
  - 第41回 大鐘賞 撮影賞（『ブラザーフッド』）[5]
  - 第24回 韓国映画評論家協会賞 撮影賞（『ブラザーフッド』）[6]
- 2007年
  - 第6回 大韓民国映画大賞 撮影賞（『M』）[7]
- 2008年
  - 第9回 釜山映画評論家協会賞 撮影賞（『M』）[8]
- 2009年
  - 第18回 釜日映画賞 撮影賞（『母なる証明』）[9]
  - 第32回 黄金撮影賞 銀賞（『母なる証明』）[10]
  - 第10回 釜山映画評論家協会賞 撮影賞（『母なる証明』）[11]
- 2013年
  - 第33回 韓国映画評論家協会賞 撮影賞（『スノーピアサー』）[12]
  - 第22回 釜日映画賞 撮影賞（『スノーピアサー』）[13]
- 2014年
  - 第1回 韓国映画製作家協会賞 撮影賞（『海にかかる霧』）[14]
- 2015年
  - 第24回 釜日映画賞 撮影賞（『海にかかる霧』）[15]
- 2016年
  - 第49回 シッチェス・カタロニア国際映画祭 最優秀撮影賞（『哭声/コクソン』）[16]
  - 第53回 大鐘賞 撮影賞（『哭声/コクソン』）[17]
  - 第3回 韓国映画製作家協会賞 撮影賞（『哭声/コクソン』）[18]
- 2018年
  - 第38回 韓国映画評論家協会賞 撮影賞（『バーニング 劇場版』）[19]
  - 第19回 釜山映画評論家協会賞 技術賞（『バーニング 劇場版』）[20]
- 2019年
  - 第55回 百想芸術大賞 映画芸術賞（『バーニング 劇場版』）[21]
  - 第28回 釜日映画賞 撮影賞（『パラサイト 半地下の家族』）[22]
  - 第39回 韓国映画評論家協会賞 撮影賞（『パラサイト 半地下の家族』）[23]
- 2020年
  - 第7回 韓国映画製作家協会賞 撮影賞（『ただ悪より救いたまえ』）[24]
  - 第29回 釜日映画賞 撮影賞（『ただ悪より救いたまえ』）[25]
- 2021年
  - 第41回 青龍映画賞 撮影照明賞（『ただ悪より救いたまえ』）[26]
  - 第40回 黄金撮影賞 金賞（『パラサイト 半地下の家族』）[27]
- 2024年
  - 第18回アジア・フィルム・アワード 撮影賞（『Harbin』）[28]